# Fiè allo Sciliar
Fiè allo Sciliar, (németül: Völs am Schlern), település Olaszországban, Bolzano autonóm megyében. Lakosainak száma 3626 fő (2023. január 1.). Fiè allo Sciliar Castelrotto, Renon, Tires és Cornedo all’Isarco községekkel határos.

## Népesség
A település népességének változása:
| Lakosok száma | 3571 | 3595 | 3626 |
|               | 2017 | 2018 | 2023 |